# Jon Beason
Jonathan Beason (14 gennaio 1985) è un giocatore di football americano statunitense che gioca nel ruolo di linebacker per i New York Giants della National Football League (NFL).All'università ha giocato a football alla University of Miami, ed è stato scelto dai Carolina Panthers nel primo turno del Draft NFL 2007.

## I primi anni
Beason ha frequentato la Chaminade Madonna College Preparatory School negli anni 1999-2003, giocando in più ruoli tra cui linebacker, strong safety e fullback.

## Carriera universitaria
Quando frequentava l'Università di Miami, Beason ha giocato nei Miami Hurricanes, iniziando la sua carriera da fullback per poi essere spostato a linebacker. Ha registrato in questo periodo 187 tacklese e ha otalizzato 3.5 sacks e un'intercettazione. Ha conseguito la Laurea in amministrazione sportiva.

## Carriera professionistica

### Carriera con i Carolina Panthers
Beason è stato scelto come 25º assoluto nella NFL Draft 2007 dai Carolina Panthers, vivendo una grande stagione da rookie e finendo secondo dietro a Patrick Willis.
Durante il suo secondo anno, nel 2008, è stato selezionato per il suo primo Pro Bowl ed è stato un AP All-Pro selezionato dopo aver registrato 138 tackles e tre intercettazioni.
Nella stagione 2009 Beason ha totalizzato tre sacks, tre intercettazioni, un fumble forzato e 141 placcaggi, di cui 111 placcaggi solisti. Di conseguenza ha anche ricevuto un posto nella Pro Bowl quando Patrick Willis si è ritirato per un infortunio.
A causa di un infortunio subito dal linebacker esterno Thomas Davis, Beason si offrì di passare alla posizione linebacker esterno mentre Davis recuperava. Per via dei suoi cambi di posizione, ha finito la stagione con la peggiore performance statistica della sua carriera, registrando solo 121 tackles. Tuttavia, Beason è stato premiato per il suo passaggio temporaneo alla posizione ed è stato designato come sostituto nel Pro Bowl nella posizione linebacker esterno.
Il 28 luglio 2011, Beason e le Pantere hanno trovato un accordo contrattuale che lo ha reso il linebacker centrale più pagato nella storia della NFL. L'affare aveva un valore di $ 50 milioni di dollari in 5 anni, di cui $ 25 milioni garantiti. Il 14 settembre, Beason è stato inserito nella lista degli infortunati a causa dell'infortunio avuto al tendine d'Achille.
Il 4 ottobre 2013, è stato ceduto ai New York Giants.

### Carriera con i New York Giants e fine carriera
Beason migliorò significativamente l'andamento dei Giants; nelle sue 12 partite con i Giants nella stagione 2013, sono andati sul 7-4 (dopo un inizio 0-4), e Beason aveva 93 tackles. Il 12 marzo 2014, Beason e i New York Giants hanno raggiunto un accordo per nuovo contratto triennale per $ 16.800.000.
Beason s'infortunò al legamento durante gli allenamenti, perdendo tutta la preparazione per la nuova stagione e cinque partite del pre-season dei Giants. Dopo essere stato visitato dal personale medico, Beason ha riferito in una intervista alla radio che potrebbe essere operato a fine stagione per risolvere finalmente il problema.
A causa di un'operazione al ginocchio, si è ritirato nel febbraio 2016 su consiglio dei medici.

## Palmarès
- PFWA All-Rookie Team - 2007